# HR 7137
Désignations
HR 7137, également désignée HD 175535, est une étoile binaire de la constellation boréale du Dragon. Elle est visible à l'œil nu avec une magnitude apparente de 4,92. Le système présente une parallaxe annuelle de 11,20 mas mesurée par le satellite Gaia, ce qui permet d'en déduire qu'il est distant d'environ 89 pc (∼290 al) de la Terre. Il s'éloigne du Système solaire à une vitesse radiale de +8,5 km/s.
HR 7137 est une binaire spectroscopique à raies simples avec une période orbitale de 972,84 jours (2,66 ans) et une excentricité de 0,34. Elle a été identifiée pour la première fois par W. W. Campbell à l'observatoire Lick en 1911. La valeur a sin i de la composante visible vaut 73,4 ± 0,6 Gm, où a est le demi-grand axe et i est l'inclinaison orbitale (inconnue). Cela indique que le demi-grand axe réel est plus grand que 73,4 Gm (soit 0,49 ua).
La composante visible est une étoile géante jaune évoluée de type spectral G7 IIIa Fe−1, avec le suffixe « Fe−1 » qui indique que son atmosphère présente une sous-abondance en fer. Elle est âgée d'environ 320 millions d'années et elle est 3,27 fois plus massive que le Soleil. Le rayon de l'étoile est 13 fois plus grand que le rayon solaire, elle est 219 fois plus lumineuse que le Soleil et sa température de surface est de 5 024 K.